# Rick Riordan
Richard Russell Riordan Jr. (San Antonio, 5. lipnja 1964.), američki književnik. Njegovo najpoznatije djelo je pentalogija Percy Jackson i Olimpijci, koje govori o američkom tinejdžeru koji otkriva da je Posejdonov sin i mora spasiti svijet od gospodara vremena Krona. U svojim djelima uglavnom se bavi poviješću i mitologijom.

## Životopis

### Rođenje, djetinjstvo i mladost
Rick Riordan rođen je 5. lipnja 1964. u teksaškom gradu San Antoniju. Diplomirao je u Visokoj gimnaziji u Alamu, a zatim je studirao glazbu na Sveučilištu Sjevernog Teksasa, želeći postati gitarist. Uskoro je odustao od toga i upisao se na Teksaško sveučilište u Austinu gdje je studirao engleski jezik i povijest. Diplomirao je ta dva predmeta na Teksaškom sveučilištu u San Antoniju. Podučavao je engleski jezik osam godina u školi Presidio Hill.

### Osobni život
Rick Riordan oženio se s Becky Riordan 1985., na dan kad su slavili zajednički rođendan. Zajedno s njom ima dva sina: Haleyja i Patricka. Obitelj se preselila iz San Antonia u Boston u lipnju 2013., kad je njihov stariji sin Haley ondje počeo studirati. Još uvijek živi s obitelji u Bostonu, osim engleskog govori i njemački jezik, a i poznat je kao iznimno pobožan katolik.

## Percy Jackson i Olimpijci
Rick Riordan je zamisao za serijal Percy Jackson i Olimpijci dobio čitajući svom sinu Haleyju priče za laku noć o grčkim mitološkim junacima. Haley je imao dijagnosticiran ADHD i disleksiju, zbog čega je Riordan pridodao te dijagnoze i svom književnom junaku Percyju Jacksonu. Prva knjiga u serijalu Kradljivac gromova izdana je 2005., a posljednja Posljednji Olimpijac 2009. Prema književnom predlošku snimljeno je i nekoliko filmova o Percyju Jacksonu. Osim toga, napisao je još mnogo knjiga i serijala.

### Junaci Olimpa
1. Izgubljeni junak (2010.)
2. Neptunov sin (2011.)
3. Atenin znamen (2012.)
4. Hadova kuća (2013.)
5. Olimpska krv (2014.)

#### Povezane knjige
1. Polubogovi dnevnici (2012.)
2. Olimpski polubogovi (2015. - interaktivna e-knjiga)

### Kane Kronike
1. Crvena piramida (2010.)
2. Vatreno prijestolje (2011.)
3. Zmijina sjena (2012.)

### Magnus Chase i bogovi Asgarda
1. Mač Ljeta (2015.)
2. Thorov čekić (2016.)
3. Brod mrtvih (2017.)

#### Povezane knjige
1. Hotel Valhalla: Vodič kroz nordijske svjetove (2016.)

### Percy Jackson i Olimpijci
1. Kradljivac gromova (2005.)
2. More čudovišta (2006.)
3. Titanova kletva (2007.)
4. Bitka za Labirint (2008.)
5. Posljednji Olimpijac (2009.)

#### Povezane knjige
1. Polubogovi dosjei (2009. - zbirka priča)
2. Percy Jackson i Apolonov pjevač (2013. - kratka priča)
3. Percy Jackson i grčki bogovi (2014. - zbirka priča)
4. Percy Jackson i grčki junaci (2015. - zbirka priča)
5. Kradljivac gromova - ilustrirano izdanje (2018. - ilustrirao John Rocco)[4]

### Tres Navarre
1. Velika crvena tekila (1997.)
2. Udovčev dvororak (1998.)
3. Posljednji teksaški kralj (2001.)
4. Demon se spustio u Austin (2002.)
5. Južnograd (2004.)
6. Misija Cesta (2005.)
7. Pobunjenički otok (2008.)

### 39 tragova
1. Labirint kostiju (2008.)
2. Uvod u 39 tragova: Crna knjiga zakopanih tajni (2010.)

### Ostale knjige
1. Hladna proljeća (2004.)

## Nagrade
- Nagrada Edgara Allana Poea za knjigu Udovčev dvokorak (1999.)
- Nagrada Marka Twaina za knjigu Kradljivac gromova (2008.)
- Nagrada Marka Twaina za knjigu More čudovišta (2009.)
- Nagrada Rebecce Caudill za knjigu Kradljivac gromova (2009.)
- Nagrada Milner za serijal Percy Jackson i Olimpijci (2011.)